# Plagiohammus blairi
Plagiohammus blairi là một loài bọ cánh cứng trong họ Cerambycidae.